# Giải vô địch bóng đá Vanuatu
Giải vô địch bóng đá Vanuatu (tên chính thức: Vanuatu Premia Divisen) là giải đấu bóng đá cao nhất ở Vanuatu do Liên đoàn bóng đá Vanuatu tổ chức.

## Các câu lạc bộ tham dự
- Amical
- Erakor Golden Star
- Ifira Black Bird
- Pango Green Bird
- Tafea
- Tupuji Imere
- Westtan Verts
- Yatel

## Danh sách các đội đoạt vô địch
- 1994: Tafea
- 1995: Tafea
- 1996: Tafea
- 1997: Tafea
- 1998: Tafea
- 1999: Tafea
- 2000: Tafea
- 2001: Tafea
- 2002: Tafea
- 2003: Tafea
- 2004: Tafea
- 2005: Tafea
- 2006: Tafea
- 2007: Tafea